# Корона королеви Марії
Корона королеви Марії (англ.Crown of Queen Mary) — належить до коронних коштовностей Великобританії.
Створена в стилі ар-деко фірмою Garrard & Co для коронації Марії Текської, дружини Георга V в 1911 році.

## Опис
Відрізняється від інших британських корон через наявність восьми напіварок замість традиційних двох арок.[1] 
Висота корони 25 см (9,8 дюйма) і вага 590 г (1,30 фунта).
Срібно-позолочена корона містить близько 2200 діамантів огранювання «троянда» та діамант. Спочатку містила діамант Кохінур вагою 105,6 каратів (21,12 г), а також 94,4 каратів (18,88 г) Куллінан III і 63,6 каратів (12,72 г) Куллінан IV. 1914 року їх усі замінили моделями з кришталю, арки зробили знімними, щоб їх можна носити як вінчик або відкриту корону. Марія носила його таким чином після смерті її чоловіка, короля Георга V, у 1936 році.

## Подальше використання

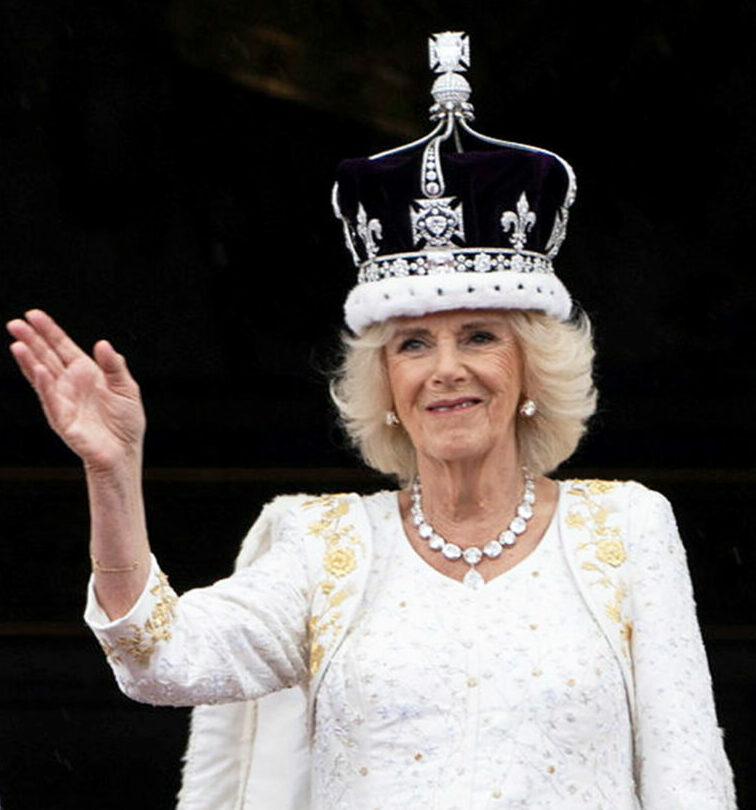
Королева-консорт Камілла в день коронації

Після смерті королеви Марії в 1953 році корону не носили. Регалія була виставлена разом з іншими коштовностями корони в Лондонському Тауері.

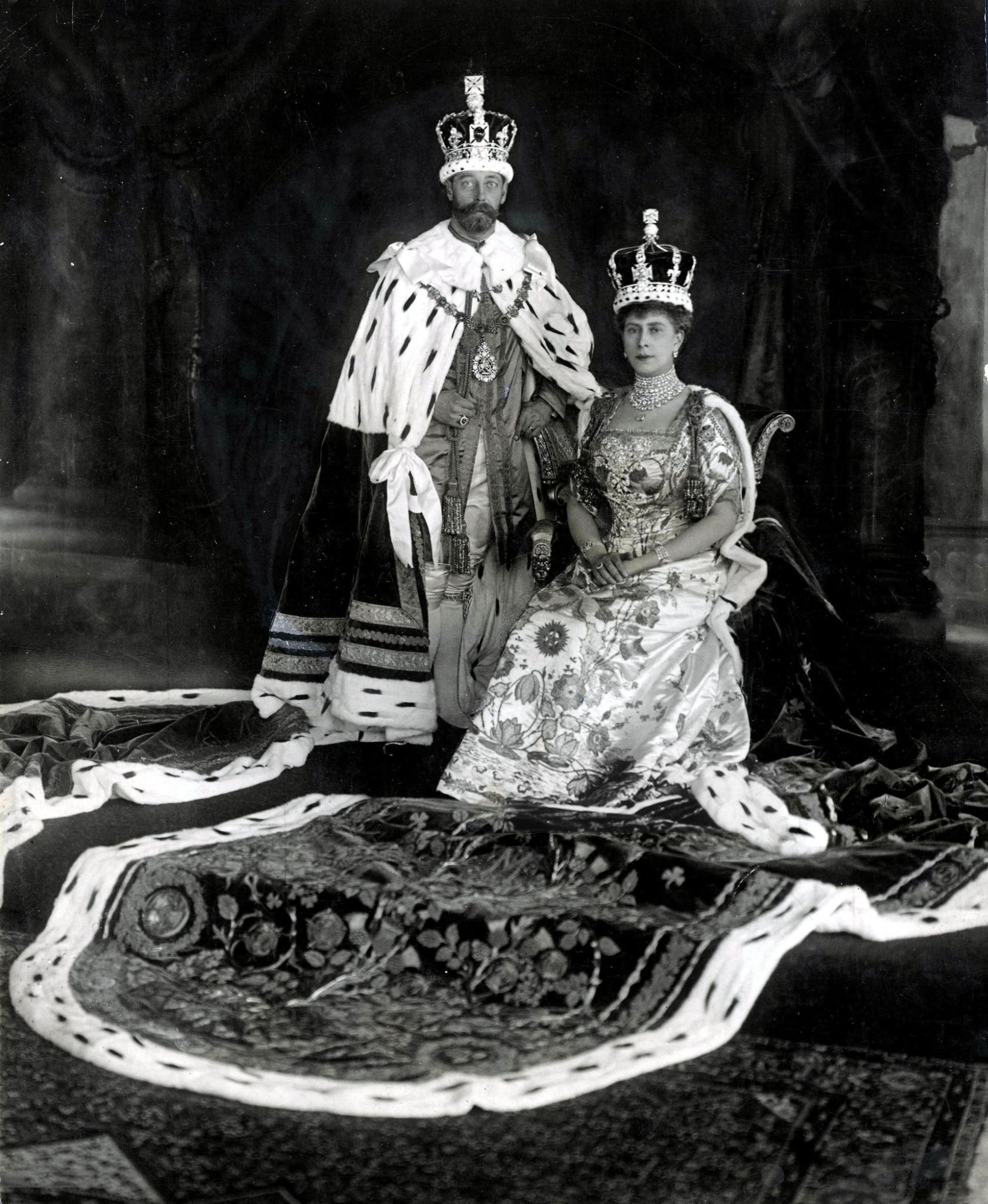
Королева Марія в короні на офіційній фотографії з нагоди коронації, 1911 рік
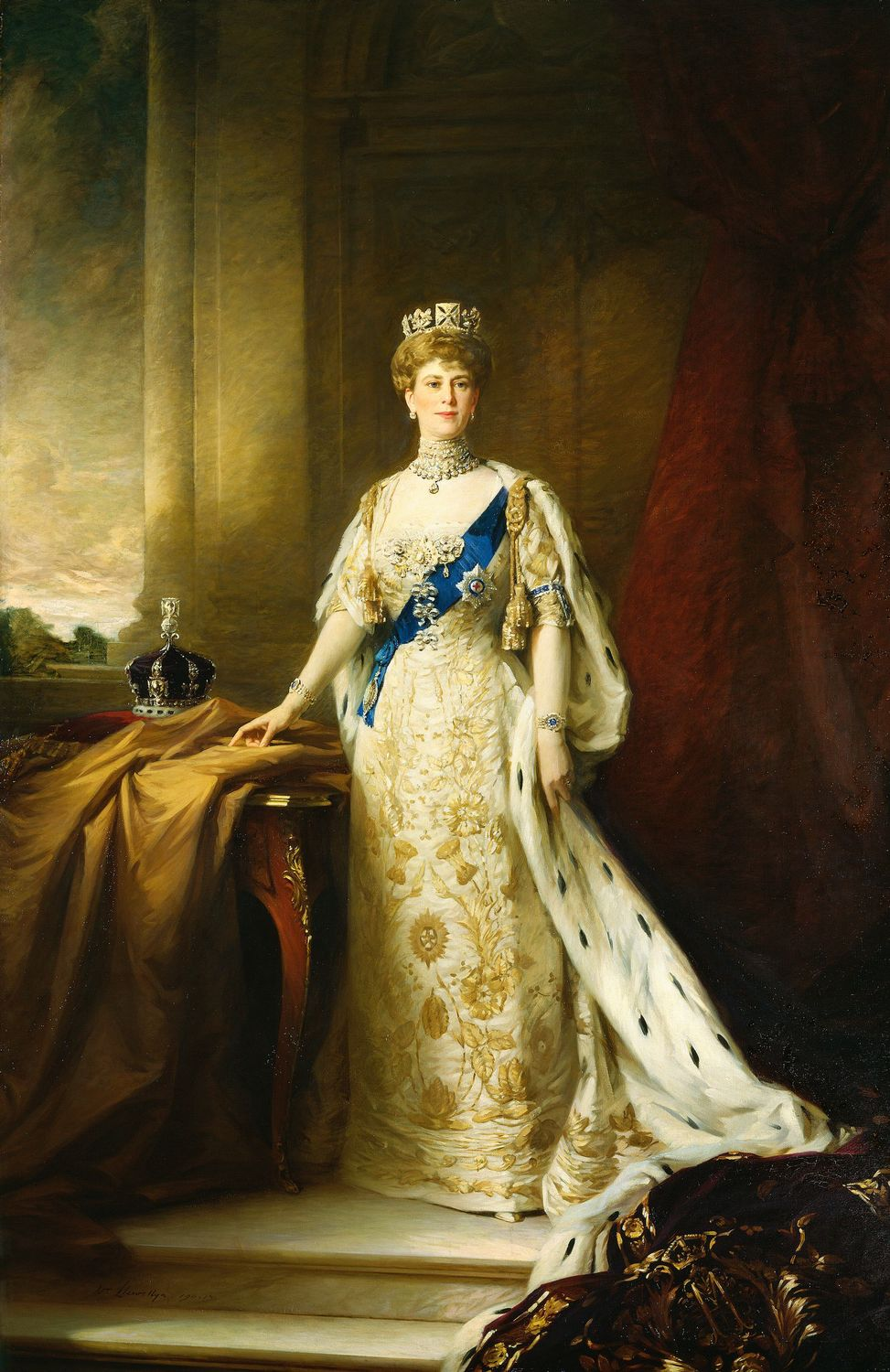
Корона на портреті королеви Марії Вільяма Ллевелліна
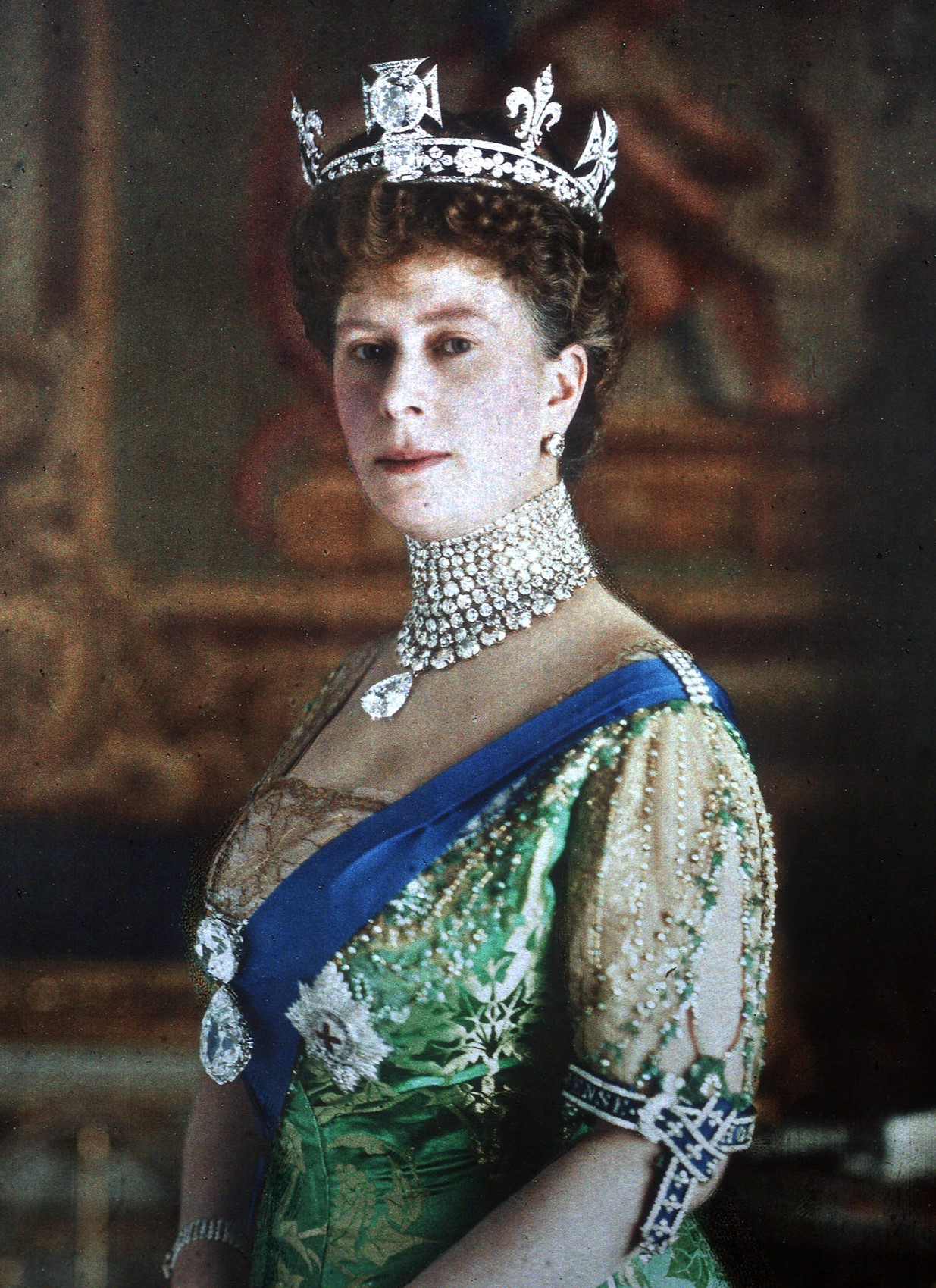
Королева Марія в короні без арки, 1914 рік
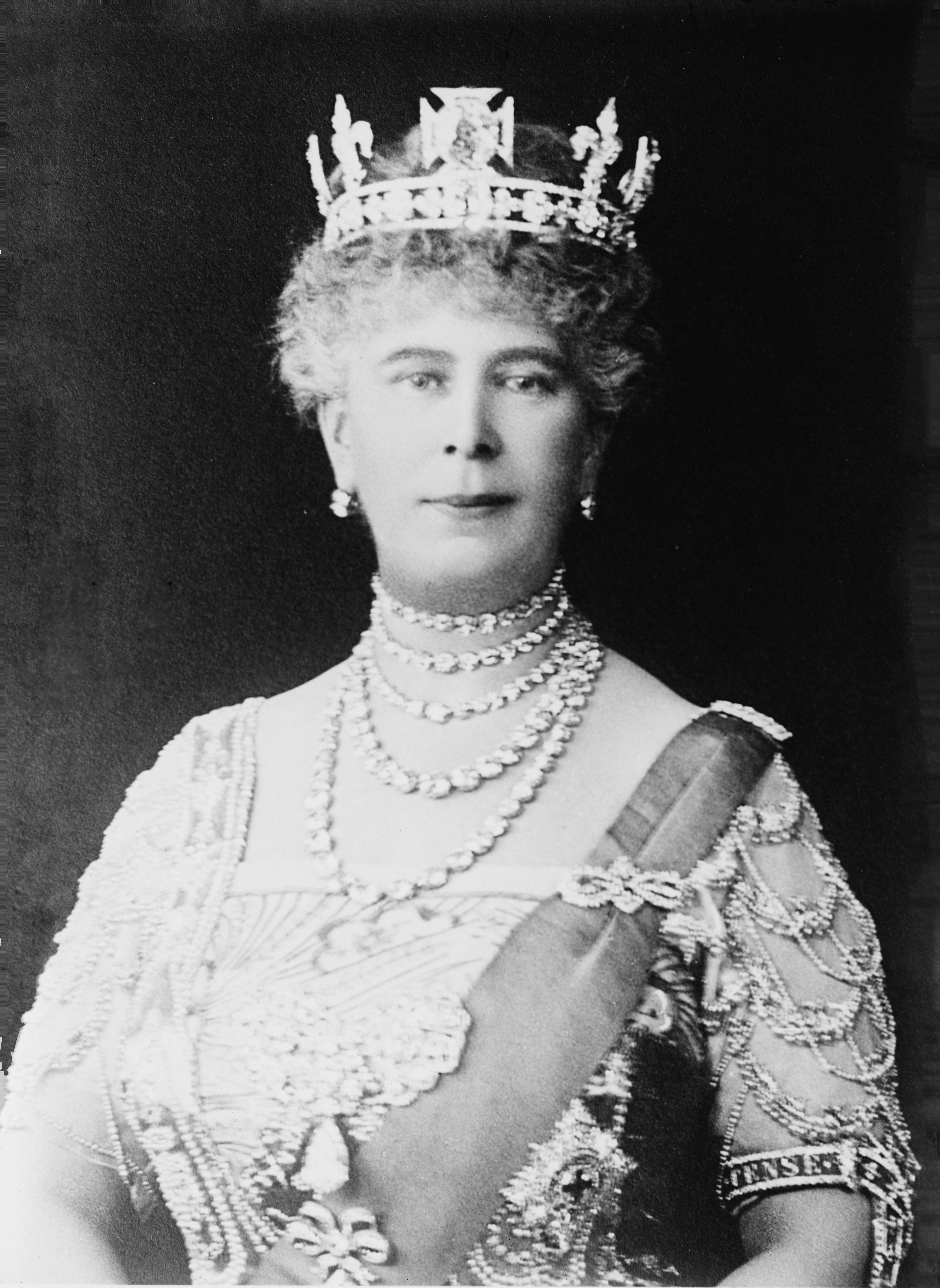
Ще одна фотографія королеви Марії в короні без арок, 1923 рік